# Petstrana prizma (optika)
Petstrana prizma ali pentaprizma (tudi petstrana optična prizma) je optična prizma z osnovno ploskvijo v obliki petkotnika. Spada med odbojne prizme. Njena značilnost je, da obrne sliko za 90°. 
Znani sta dve obliki pentaprizem:
- pentaprizma brez »strehe« (glej strešna prizma)
- pentaprizma s »streho« (strešna pentaprizma).

Strešna petstrana prizma se največ uporablja v zrcalnorefleksnih fotoaparatih (SLR), kjer skrbi za to, da je slika v iskalu pravilno obrnjena. Prvo petstrano prizmo za fotopaparate SLR je izdelalo dresdensko podjetje VEB Pentacon, ki se je tudi imenovalo po njej.